# Heraclia melanosoma
Heraclia melanosoma là một loài bướm đêm trong họ Noctuidae.